# Флавий Евтропий
Фла́вий Евтро́пий (лат. Flavius Eutropius) — римский историк и политический деятель, автор «Бревиария от основания города», краткой истории древнего Рима от основания до 364 года.

## Биография
Место рождения Евтропия не известно, поскольку практически вся дошедшая информация исходит от самого Евтропия. Марцелл Эмпирик связывает его с Авсонием, что намекает на возможность происхождения из Бордо. Более популярная современная точка зрения — что он племянник риторика Акакия Кесарийского и потому имеет восточное происхождение.
При императоре Констанции II он занимал должность магистра оффиция. В 363 году Евтропий участвовал в походе императора Юлиана Отступника в Персию. Спустя шесть лет был magister memoriae Востока императора Валента. В 371/372 году Евтропий занимал должность проконсула Азии. В 379 году, находясь при дворе Грациана, он посетил Рим. В 379—381 годах занимал должность префекта претория Иллирика. В 387 году был консулом вместе с Валентинианом II. Более о его карьере ничего неизвестно. Евтропий был язычником.